# Queen's Football League 2021
La Queen's Football League 2021 è stata la 5ª edizione dell'omonimo torneo di football americano femminile.
Al termine della stagione è stato annunciato lo scioglimento della lega.

## Squadre partecipanti
| Club                      | Città     | Stadio | Sponsor ufficiale | Risultato nella stagione 2020 |
| ------------------------- | --------- | ------ | ----------------- | ----------------------------- |
| 0'30 Wolverines           | Utrecht   |        |                   |                               |
| Amsterdam Cats            | Amsterdam |        |                   |                               |
| Eindhoven Valkyries       | Eindhoven |        |                   |                               |
| Rotterdam Ravens          | Rotterdam |        |                   |                               |
| The Hague Black Scorpions | L'Aia     |        |                   |                               |
| Zwolle Blue Jays          | Zwolle    |        |                   |                               |

## Stagione regolare

### Calendario

#### 1ª giornata
| Utrecht 12 settembre 2021, ore 14:00 | 0'30 Wolverines | 12 – 6 | Zwolle Blue Jays | Sportpark Vechtzoom |

#### 2ª giornata
| L'Aia 18 settembre 2021, ore 14:30 | The Hague Black Scorpions | 19 – 12 | Eindhoven Valkyries | Zuiderpark |

| Amsterdam 19 settembre 2021, ore 14:00 | Amsterdam Cats | 18 – 12 | Rotterdam Ravens | Sportpark Sloten |

#### 3ª giornata
| Utrecht 26 settembre 2021, ore 14:00 | 0'30 Wolverines | - – - (annullata) | The Hague Black Scorpions | Sportpark Vechtzoom |

#### 4ª giornata
| Amsterdam 2 ottobre 2021, ore 14:00 | Amsterdam Cats | - – - (annullata) | Zwolle Blue Jays | Sportpark Sloten |

| Rotterdam 3 ottobre 2021, ore 16:00 | Rotterdam Ravens | 19 – 0 | Eindhoven Valkyries | Sportcomplex DRL |

#### 5ª giornata
| L'Aia 10 ottobre 2021, ore 14:30 | The Hague Black Scorpions | 0 – 20 (a tavolino) | Amsterdam Cats | Zuiderpark |

#### 6ª giornata
| Zwolle 16 ottobre 2021, ore 14:00 | Zwolle Blue Jays | 0 – 20 (a tavolino) | Rotterdam Ravens | SV Zwolle |

| Eindhoven 17 ottobre 2021, ore 14:00 | Eindhoven Valkyries | 37 – 0 | 0'30 Wolverines | Sportpark de Hondsheuvels |

#### 7ª giornata
| Rotterdam 24 ottobre 2021, ore 16:00 | Rotterdam Ravens | 59 – 0 | 0'30 Wolverines | Sportcomplex DRL |

#### 8ª giornata
| Eindhoven 30 ottobre 2021, ore 14:00 | Eindhoven Valkyries | 0 – 6 | Amsterdam Cats | Sportpark de Hondsheuvels |

| Zwolle 31 ottobre 2021, ore 15:00 | Zwolle Blue Jays | 13 – 0 | The Hague Black Scorpions | SV Zwolle |

#### 9ª giornata
| Amsterdam 7 novembre 2021, ore 14:00 | Amsterdam Cats | 43 – 19 | 0'30 Wolverines | Sportpark Sloten |

#### 10ª giornata
| Rotterdam 13 novembre 2021, ore 16:00 | Rotterdam Ravens | 20 – 0 (a tavolino) | The Hague Black Scorpions | Sportcomplex DRL |

| Eindhoven 14 novembre 2021, ore 14:00 | Eindhoven Valkyries | 12 – 6 (d.t.s.) | Zwolle Blue Jays | Sportpark de Hondsheuvels |

### Classifica
La classifica della regular season è la seguente:
- PCT = percentuale di vittorie, G = partite giocate, V = partite vinte,  P = partite perse, PF = punti fatti, PS = punti subiti

| Pos. | Squadra                   | PCT   | G | V | N | P | PF  | PS  |
| ---- | ------------------------- | ----- | - | - | - | - | --- | --- |
| 1    | Amsterdam Cats            | 1.000 | 4 | 4 | 0 | 0 | 87  | 31  |
| 2    | Rotterdam Ravens          | .800  | 5 | 4 | 0 | 1 | 130 | 18  |
| 3    | Eindhoven Valkyries       | .400  | 5 | 2 | 0 | 3 | 61  | 50  |
| 4    | Zwolle Blue Jays          | .250  | 4 | 1 | 0 | 3 | 25  | 44  |
| 5    | The Hague Black Scorpions | .250  | 4 | 1 | 0 | 3 | 19  | 65  |
| 6    | 0'30 Wolverines           | .250  | 4 | 1 | 0 | 3 | 31  | 145 |

## V Queen's Bowl
| Amsterdam 28 novembre 2021, ore 14:00 | Amsterdam Cats | 19 – 6 | Rotterdam Ravens | Sportpark Sloten |

## Verdetti
- Amsterdam Cats Vincitrici della Queen's Football League 2021